# داهونگلیوتان
داهونگلیوتان (به لاتین: Dahongliutan) یک منطقهٔ مسکونی در چین است که در شهرستان هوتان واقع شده‌است. داهونگلیوتان ۴٬۲۰۰ متر بالاتر از سطح دریا واقع شده‌است.